# L'Esquellot
L'Esquellot va ser una revista satírica apareguda a Reus el gener i el febrer de 1921.

## Història
Es presentava com la típica revista de carnaval, amb més aire festiu que no pas satíric, encara que el seu contingut ideològic serà més important que en altres revistes carnavalesques com Clic-clac o Grimègia.
Deia al primer número: "L'Esquellot toca la primera batallada en els primers dies de carnaval. L'època ditxosa que només se senten les alegres rialles humanes […] L'Esquellot mourà tabola perquè la sentin totes les orelles que, per llargues que siguin, no tindrà intenció de molestar-les. El seu intent és fer esquellotades amb la mateix espontaneïtat que una disfressa tira matracades, i fer barrila...".
Les seves sàtires anaven dirigides als personatges de la cultura i la política local, com ara Eduard Toda, Evarist Fàbregas, Pere Cavallé… i entitats com el Centre de Lectura i El Círcol. Atacava també els monàrquics lerrouxistes, i per descomptat l'alcalde Manuel Sardà.
Els que confeccionaven la revista eren Pere Borràs, que actuava de director, Pere Vidiella "Vidi", Toton Micheo i el metge Jaume Roig.
L'Esquellot, que coincidí en els seus dos números amb Les Pessigolles, també va patir les conseqüències de les seves crítiques al poder municipal. El número 2 de la revista, on es publicava un ex-vot dedicat a l'alcalde, i que coincidí amb el seu assassinat, va ser retirat de la venda per ordre municipal. Això va enardir de nou els ànims de la premsa local, i el 23 de gener es van reunir representants del Diario de Reus, Las Circunstancias, Foment, La República, Butlletí del centre Autonomista de Dependents del Comerç i de la Indústria, Heraldo de Reus, Boletín de la Asociación de Médicos, La Columna de Foc, i els corresponsals locals de La Veu de Catalunya, El Progreso, La Premsa Gràfica, El Diluvio, La Publicidad i El País, i acordaren protestar per la retirada d'aquesta publicació i per les pressions a Les Pessigolles i van constituir l'Associació de la Premsa reusenca com a organisme de defensa a la llibertat d'expressió.
La polèmica a les pàgines de la premsa local va ser dura, amb gran quantitat d'articles a favor i en contra de la decisió municipal i apel·lant a la Llei d'impremta i valorant fins on podia arribar l'humorisme, sobretot entre Foment, que defensava el dret a la sàtira i a la crítica amb articles editorials titulats "Conculcant la Llei d'Impremta", "Atropells a la premsa", "Una altra alcaldada" i on Fuster Valldeperes feia un "Elogi a l'humorisme", i el Diario de Reus, que es dolia dels atacs en forma d'acudits i sàtires que rebien els prohoms de la ciutat per part de les revistes satíriques, amb articles de Josep Banús i Sans i Salvador Sedó.
En van sortir dos números, el segon va ser retirat de la venda al públic per ordre municipal. Tenia format foli, amb 12 pàgines. S'imprimia a la Impremta de Celestí Ferrando i deia que tenia la redacció al Campanaret.

## Localització
- Biblioteca Central Xavier Amorós de Reus.[3]
- Biblioteca del Centre de Lectura de Reus.[4]